# 米哈伊尔·科什金

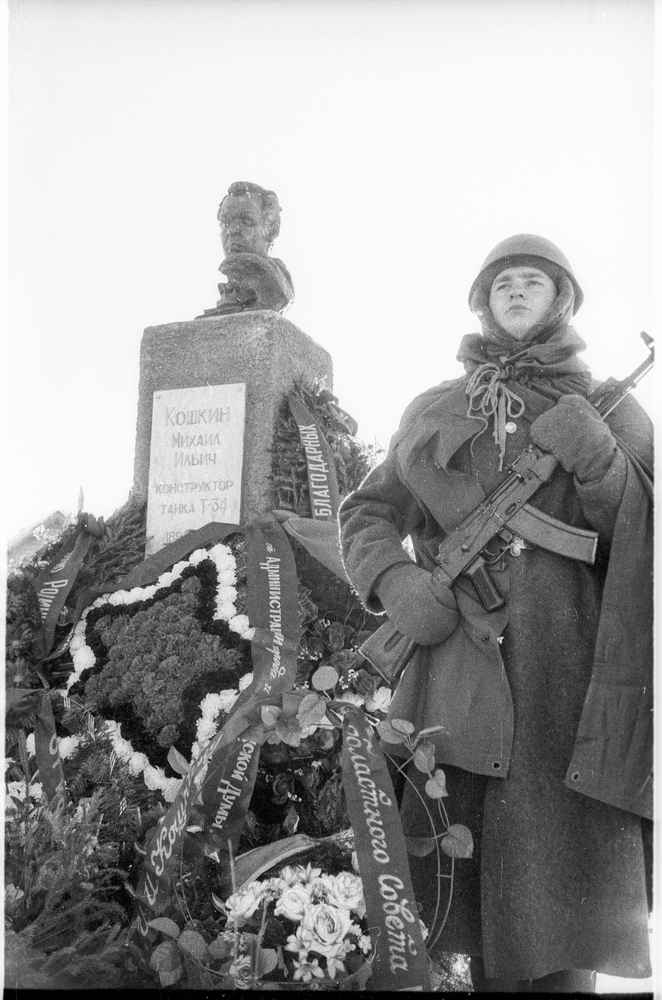
科什金的胸像，右为仪仗队成员佩列斯拉夫尔

米哈伊尔·伊里奇·科什金 （俄语：Михаил Ильич Кошкин，1898年12月3日—1940年9月26日）生于苏联雅罗斯拉夫尔州佩列斯拉夫尔区 ，是苏联坦克设计师，T-34中型坦克的主要设计者。 T-34是第二次世界大战中产量最大的坦克。 

## 生平
他最初在糖果店工作，但后来学习了工程学。 
1937年， 红军指派他在哈尔科夫共产国际机车厂带领KB-190设计局设计BT坦克的替代品 。在BT坦克于西班牙内战暴露出装甲过薄和易燃的特点后，科什金开始设计T-34坦克。 
柯什金自称他命名战车“ T-34”因为他在1934年开始设计。 在苏联军队驳回了他的设计后，他开始白天升级BT坦克，晚上组装可供实验的T34原型， 这样的工作持续了5年。 
1940年9月26日，他死于T-34冬季测试期间感染的肺炎。 

## 荣誉
1942年，米哈伊尔·科什金被追授斯大林州奖和红星勋章 。 1990年，在苏联垮台前不久，他被追授最高平民荣誉社会主义劳工英雄 。 